# Groene timaliahoningeter
De groene timaliahoningeter (Timeliopsis fulvigula) is een zangvogel uit de familie Meliphagidae (honingeters).

## Verspreiding en leefgebied
Deze soort is endemisch in Nieuw-Guinea en telt twee ondersoorten:
- T. f. fulvigula: de bergen van de Vogelkop.
- T. f. meyeri: de bergen van westelijk-centraal tot noordoostelijk en zuidoostelijk Nieuw-Guinea.

## Status
De grootte van de populatie is niet gekwantificeerd maar de soort wordt omschreven als doorgaans schaars tot zeldzaam maar plaatselijk soms vrij algemeen. Op de Rode lijst van de IUCN heeft deze soort de status niet bedreigd.